# 孫英豪
孫英豪（英語：Alfred Sng，1991年11月16日—），新加坡男歌手、演員、模特。曾参加歌唱节目《The Voice 决战好声》和《声林之王第一季》，並出演網路劇《HIStory3-那一天》。2020年6月，參加中国优酷男团选秀节目《少年之名》。。他后来成为决赛前 30 名之一。

## 簡歷
孫英豪畢業於南洋藝術學院平面設計系获得拉夫堡大学一等荣誉学位。2010年，他與好友一同參加JYP娛樂與Alpha Entertainment共同主辦的海選，在其中脫穎而出，成為簽約訓練生。事後因需服兵役沒能正式在韓國出道，专攻演員/模特方面。2017年，與搭檔張旻華組團參加马新歌唱节目《The Voice 決戰好聲》，並成為丁噹戰隊四強。2018年，參加《聲林之王》第一季取得不錯的成績。同年，与David Eung出演短片《Summerdaze》。2019年，在LINE TV網路劇《HIStory3-那一天》中飾演小英一角。
2020年，參加中国大陆優酷男團選秀節目《少年之名》，成為84名學員其中之一；另一位新加坡选手则是黃俊融。2023年，孙英豪发行了他的第一张音乐专辑。

## 廣告拍攝
| 名稱                                | 年份   |
| McDonald's Delivery 麥當勞外賣 TVC  | 2017年 |
| Circle's Life 電信 TVC              | 2017年 |
| Huawei 華為 Mate 10 TVC             | 2017年 |
| MediaCorp 新傳媒網路電視 Toggle TVC | 2017年 |
| Skechers 斯凯奇 TVC                 | 2018年 |
| Innisfree 悦诗风吟平面拍攝          | 2018年 |
| KFC 肯德基 TVC                      | 2019年 |
| Innisfree 悦诗风吟 TVC              | 2019年 |

## 音樂錄影帶
| 年份 | 演唱者             | 歌名                                                       |
| 2017 | 郭光正             | UNBROKEN: 不倒翁                                           |
| 2018 | Estelle Fly        | Blue (feat. Soleil Soleil)                                 |
| 2019 | The Sam Willows    | Keep Me Jealous                                            |
| 2022 | 孫英豪             | Vampire（重生）                                            |
| 2022 | 孫英豪/ David Eung | Something, Alright - Summerdaze OST （页面存档备份，存于） |
| 2023 | 孫英豪             | Dancing With The Moon （页面存档备份，存于）               |
| 2023 | 孫英豪             | Eyes On Me （页面存档备份，存于）                          |

## 戲劇作品
| 年 度 | 戲劇種類   | 劇 名            | 飾 演  |
| 2017  | 微電影     | UNBROKEN: 不倒翁 | 光     |
| 2018  | 微電影     | Shelter          |        |
| 2018  | 時尚微電影 | Summerdaze       |        |
| 2019  | 網路劇     | HIStory3-那一天  | 小英   |
| 2020  | 电视剧     | 致2020的我们     |        |
| 2023  | 电视剧     | 密宅             | 金凯德 |

## 外部連結
- 孫英豪的Facebook專頁
- 孫英豪的Instagram帳戶
- 孫英豪的微博
- 孫英豪的X (Formerly Twitter) （页面存档备份，存于）
- 孫英豪的TikTok （页面存档备份，存于）